# R513 (Russland)
Die R 513 (russisch P 513, das kyrillische Р entspricht dem lateinischen R) ist eine 56 Kilometer lange Regionalstraße, die in Ost-West-Richtung im Nordosten der russischen Oblast Kaliningrad (Gebiet Königsberg (Preußen)) verläuft. Sie verbindet die Stadt Sowetsk (Tilsit) mit dem nördlichen Rajon Slawsk (Kreis Heinrichswalde).

## Verlauf der R 513 (P 513)
(Neman/A 198 bzw. Bolschakowo/A216/E 77 → )
- Sowetsk (Tilsit)
- Oktjabrskoje (Adlig Weynoten, 1938–1946: Weinoten)
- Rschewskoje (Adlig Linkuhnen)
- Tumanowka (Bartscheiten, 1938–1946: Oswald)
- Schtscheglowka ((Groß) Brittanien)
- Timirjasewo (Neukirch)
- Werchni Bisser (Bogdahnen, 1938–1946: Bolzfelde)
- Mostowoje (Sköpen)
- Jasnoje (Kaukehmen, 1938–1946: Kuckerneese)
- Moskowskoje (Wieszeiten/Wiescheiten, 1938–1946: Kleinsommershöfen)
- Jasnopoljanka (Spucken, 1938–1946: Stucken)
- Prochladnoje (Kallningken, 1938–1946: Herdenau)
- Rasdolnoje (Tramischen, 1938–1946: Trammen)
- Myssowka (Karkeln)